# 4e régiment de chasseurs à cheval (Empire allemand)
Pour les articles homonymes, voir 4e régiment.
 (décembre 2023).
Si vous disposez d'ouvrages ou d'articles de référence ou si vous connaissez des sites web de qualité traitant du thème abordé ici, merci de compléter l'article en donnant les références utiles à sa vérifiabilité et en les liant à la section « Notes et références ».
Le 4e régiment de chasseurs à cheval est une unité de cavalerie de l'armée prussienne.

## Histoire

### Formation
Par ordre du cabinet suprême (A.K.O.) du 1er juillet, la mise sur pied du 4e régiment de chasseurs à cheval avec cinq escadrons est ordonnée pour le 1er octobre 1906 (jour de la fondation).
Pour cette fondation, les escadrons suivants sont récupérés :
- le 2e escadron du 5e régiment de hussards (de)
- le 2e escadron du 8e régiment d'uhlans
- le 1er escadron du 3e régiment de grenadiers à cheval

en outre, les anciennes unités qui étaient jusqu'à présent indépendantes
- les 1er et 17e escadrons de chasseurs à cheval

La ville de Graudenz est désignée comme garnison. Le régiment est subordonné à la 35e brigade de cavalerie (de).

### Première Guerre mondiale
Après la mobilisation en juillet 1914, la formation régimentaire est dissoute et les escadrons sont répartis entre les différentes divisions d'infanterie, conformément à leur fonction de cavaliers d'annonce et de liaison.
Les escadrons sont engagés exclusivement à l'est et servent en Pologne russe, en Galicie, en Roumanie et en Courlande. Le statut de cavalerie est conservé jusqu'à la fin de la guerre.
La tradition du régiment est reprise dans la Reichswehr par l'escadron d'entraînement du 5e régiment (prussien) de cavalerie à Stolp.

### Uniforme
Même modèle que les cuirassiers, mais avec les modifications suivantes :
- Tunique à col gris-vert (à partir de 1910) à revers suédois, revers et toutes parements vert clair, mais épaulettes à parements bleu clair comme couleur d'insigne. Des bordures vert clair couraient autour du col et des poignets, qui avaient une large bande centrale et des bandes de bord étroites de la même couleur que l'insigne. Pour les officiers, la garniture consistait en une tresse dorée ou argentée avec des bandes de bord étroites de la couleur de l'insigne.

Casquette de campagne : de couleur gris-vert avec des bandes de garniture vert clair et des parements bleu clair.
- Casque : Semblable au casque de cuirassier, en tôle d'acier noircie avec aigle dragon. Bords avec rails de bordure en nickel-argent. Astuce comme un casque de dragon avec une attache en forme de trèfle. (Officiers à visière cannelée comme les officiers cuirassiers. ) Écailles tombac arquées.
- Bottes cuirassiers en cuir marron naturel
- drapeau lance. blanc noir

### Commandants
| Grade          | Nom                     | Début            | Fin              |
| -------------- | ----------------------- | ---------------- | ---------------- |
| Oberstleutnant | Hermann Heidborn        | 1er octobre 1906 | 26 juin 1908     |
| Major          | Georg Saenger           | 27 juin 1908     | 21 mars 1913     |
| Major          | Hugo von Loen           | 22 mars 1913     | 10 novembre 1914 |
| Major          | Eberhard von Schroetter | 11 novembre 1914 | 17 juin 1917     |
| Major          | Wilhelm Kügelgen        | 18 juin 1917     | 1919             |